# Ivan Hlinkas minnesturnering 2011
Ivan Hlinkas minnesturnering 2011 var en ishockeyturnering öppen för ishockeyspelare under 18 år. Turneringen spelades 8 till 13 augusti 2011 i Břeclav, Tjeckien samt i Piešťany, Slovakien. Arenorna var de samma som för 2010 års turnering, Alcaplast Arena i Břeclav och Patrícia Ice Arena 37 i Piešťany. Kanadas U-18 landslag i ishockey vann finalen mot Sverige med 4-1. Resultatet blev en revansch för Kanada efter att inledningsvis förlorat i gruppspelet mot Sverige med 1 - 5.

## Gruppindelning
De åtta deltagande nationerna är indelade i två grupper:
- Grupp A i Břeclav, Tjeckien:   Kanada,  Sverige,  Schweiz och  Tjeckien
- Grupp B i Piešťany, Slovakien:  USA,  Finland,  Ryssland och  Slovakien

### Gruppspel A
Grupp A
| Datum           | Match              | Res.  | Perioder       | Spelort |
| --------------- | ------------------ | ----- | -------------- | ------- |
| 8 augusti 2011  | Kanada - Sverige   | 1 - 5 | 0-2, 0-2, 1-1  | Břeclav |
| 8 augusti 2011  | Tjeckien - Schweiz | 3 - 1 | 1-0, 1-0, 1-1  | Břeclav |
| 9 augusti 2011  | Sverige - Schweiz  | 4 - 3 | 1-1, 2-1, 1-1  | Břeclav |
| 9 augusti 2011  | Tjeckien - Kanada  | 1 - 6 | 0-0, 1-4, 0-2  | Břeclav |
| 10 augusti 2011 | Schweiz - Kanada   | 0 - 6 | 0-4, 0-1, 0-1, | Břeclav |
| 10 augusti 2011 | Tjeckien - Sverige | 3 - 5 | 3-2, 0-1, 0-2  | Břeclav |

| Grupp A  | Matcher | Vunna | VÖT | FÖT | Förlorade | Mål    | Poäng |
| -------- | ------- | ----- | --- | --- | --------- | ------ | ----- |
| Sverige  | 3       | 3     | 0   | 0   | 0         | 14 - 7 | 9     |
| Kanada   | 3       | 2     | 0   | 0   | 1         | 13 - 6 | 6     |
| Tjeckien | 3       | 1     | 0   | 0   | 2         | 7 - 12 | 3     |
| Schweiz  | 3       | 0     | 0   | 0   | 3         | 4 - 13 | 0     |

### Gruppspel B
Grupp B
| Datum           | Match                | Res.       | Perioder                | Spelort  |
| --------------- | -------------------- | ---------- | ----------------------- | -------- |
| 8 augusti 2011  | Finland - USA        | 6 - 3      | 3-3, 1-0, 2-0           | Piešťany |
| 8 augusti 2011  | Slovakien - Ryssland | 2 - 5      | 2-1, 0-2, 0-2           | Piešťany |
| 9 augusti 2011  | USA - Ryssland       | 5 - 4 Ö.t. | 1-1, 1-0, 2-3, 1-0      | Piešťany |
| 9 augusti 2011  | Slovakien - Finland  | 2 - 10     | 1-3, 0-4, 1-3           | Piešťany |
| 10 augusti 2011 | Ryssland - Finland   | 3 - 1      | 1-1, 2-0, 0-0           | Piešťany |
| 10 augusti 2011 | Slovakien - USA      | 5 - 6 Str. | 3-2, 1-1, 1-2, 0-0, 0-1 | Piešťany |

| Grupp B   | Matcher | Vunna | VÖT | FÖT | Förlorade | Mål     | Poäng |
| --------- | ------- | ----- | --- | --- | --------- | ------- | ----- |
| Ryssland  | 3       | 2     | 0   | 1   | 0         | 12 - 8  | 7     |
| Finland   | 3       | 2     | 0   | 0   | 1         | 17 - 8  | 6     |
| USA       | 3       | 0     | 2   | 0   | 1         | 14 - 15 | 4     |
| Slovakien | 3       | 0     | 0   | 1   | 2         | 9 - 21  | 1     |

## Finalomgång
| Datum              | Match               | Res.         | Periodres.              | Spelort  |
| ------------------ | ------------------- | ------------ | ----------------------- | -------- |
| Match om 7:e plats |                     |              |                         |          |
| 12 augusti 2011    | Schweiz - Slovakien | 6 - 0        | 2-0, 2-0, 2-0           | Piešťany |
| Match om 5:e plats |                     |              |                         |          |
| 12 augusti 2011    | Tjeckien - USA      | 1 - 3        | 0-1, 0-0, 1-2           | Břeclav  |
| Semifinal          |                     |              |                         |          |
| 12 augusti 2011    | Kanada - Ryssland   | 5 - 0        | 1-0, 3-0, 1-0           | Piešťany |
| 12 augusti 2011    | Sverige - Finland   | 4 - 3 (ö.t.) | 0-1, 2-0, 1-2, 1-0      | Břeclav  |
| Bronsmatch         |                     |              |                         |          |
| 13 augusti 2011    | Ryssland - Finland  | 2 - 1 (str.) | 0-0, 1-1, 0-0, 0-0, 1-0 | Piešťany |
| Final              |                     |              |                         |          |
| 13 augusti 2011    | Kanada - Sverige    | 4 - 1        | 1-0, 1-1, 2-0           | Břeclav  |

## Slutställning
| 2011   | 2011      |
| ------ | --------- |
| Guld   | Kanada    |
| Silver | Sverige   |
| Brons  | Ryssland  |
| 4.     | Finland   |
| 5.     | USA       |
| 6.     | Tjeckien  |
| 7.     | Schweiz   |
| 8.     | Slovakien |